# Verje
Verje je naselje v Občini Medvode.